# Fator de empacotamento atômico

Representação da estrutura cúbica de corpo centrado (CCC)

Em cristalografia, o fator de empacotamento atômico (ou FEA) é um índice que varia de 0 a 1 e representa a fração do volume de uma célula unitária que corresponde a esferas sólidas, assumindo o modelo da esfera atômica rígida. Tem como objetivo informar quantos átomos podem ser organizados numa estrutura cristalina e determinar a qualidade no empilhamento.
Não existem estruturas cristalinas cujo FEA é igual a 1, pois se isso ocorre não existem espaços entre os átomos nos interstícios. Se o FEA é igual a zero, então trata-se de uma estrutura amorfa. Sabe-se que os tipos de estrutura cristalina com maior eficiência de empacotamento são as do tipo CFC (cúbica de face centrada) e HC (hexagonal compacta). Calcula-se o FEA através da fórmula:
{\displaystyle \mathrm {FEA} ={\frac {N_{\mathrm {atomos} }*V_{\mathrm {atomo} }}{V_{\mathrm {celulaunitaria} }}}}
aonde Nátomos é o número de átomos, Vátomo é o volume de cada átomo e Vcélula unitária é o volume ocupado pela célula.

## Tipos de empacotamento
Os mais comuns empacotamentos esféricos de sistemas atômicos e seus fatores de empacotamento são:
- Cúbica de Corpo Centrado (CCC): 0,68[2]
- Cúbica de Face Centrada (CFC): 0,74[2]
- Hexagonal Compacta (HC): 0,74[2]